# Plasser & Theurer
Plasser & Theurer – austriackie przedsiębiorstwo zajmujące się produkcją maszyn kolejowych. 
Obecnie przedsiębiorstwo odpowiada za 6% austriackiego eksportu przemysłowego.

## Historia
Przedsiębiorstwo zostało założone w 1953 roku przez grupę dziewięciu osób. Jest to firma rodzinna, której 30% akcji ma założyciel Josef Theurer, 30% jego córka Elisabeth Max-Theurer i po 20% Dorotha Theurer i Hans-Jörg Holleis. Obecnie przedsiębiorstwo prowadzi działalność w ponad 100 krajach.

## Produkty
Przedsiębiorstwo oferuje maszyny torowe do wielu różnych zastosowań, m.in. podbijarki torowe, drezyny pomiarowe, oczyszczarki tłucznia czy też pociągi sieciowe (np. Plasser & Theurer MTW 100).

## Oddziały

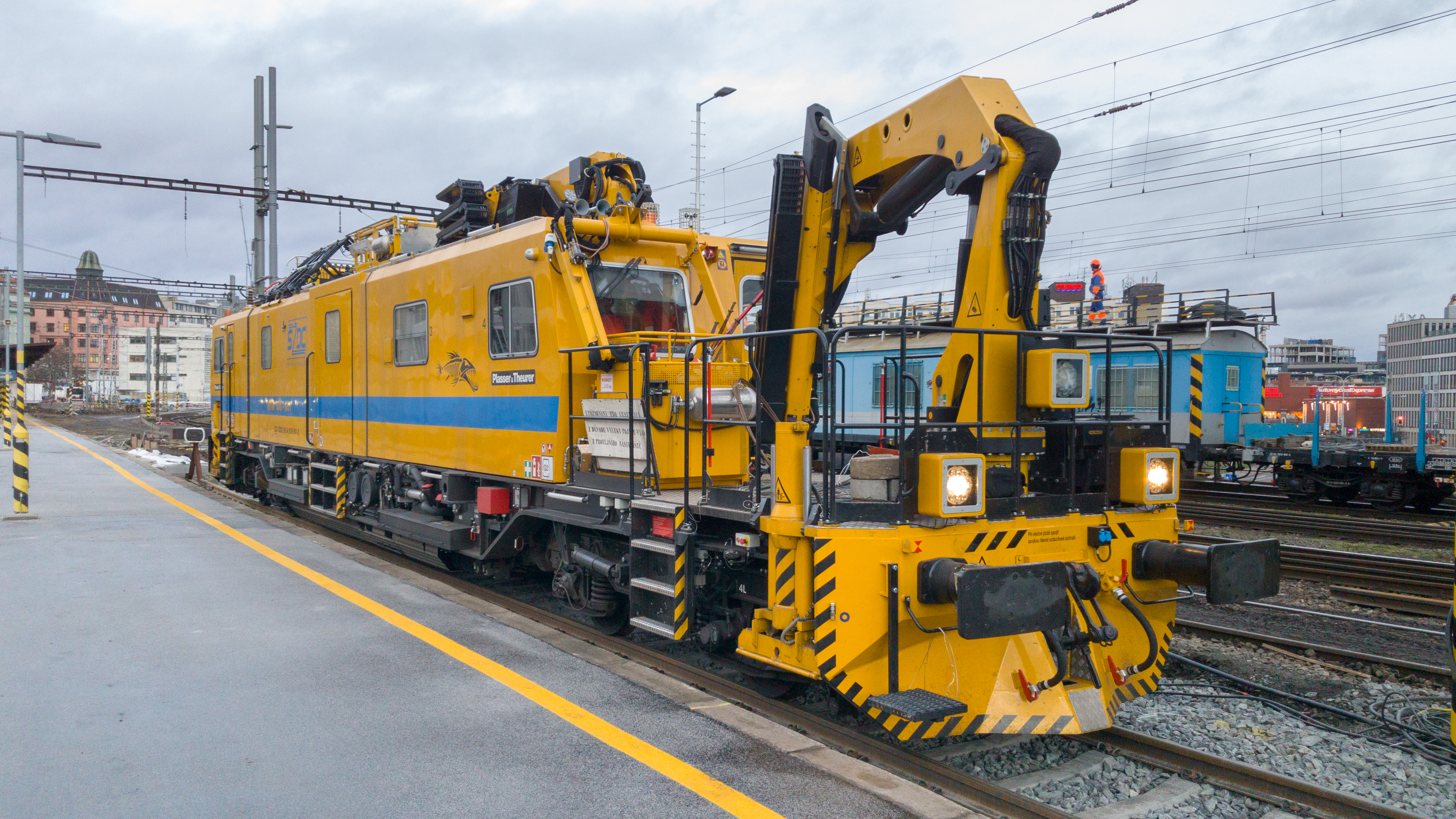
Plasser & Theurer MTW 100

- Plasser Robel Services – założona w 1960 roku z siedzibą w Monachium[4]
- Plasser Polska – z siedzibą we Wrocławiu[5]
- Framafer – z siedzibą w Béning-lès-Saint-Avold[6]
- Plasser do Brasil – z siedzibą w Rio de Janeiro[7]
- Plasser Scandinavia – z siedzibą w Oslo[8]
- Plasser UK Limited – z siedzibą w Londynie[9]
- Plasser Turkey – z siedzibą w Ankarze[10]
- Plasser Italiana S.R.L. – założona w 1963 roku, z siedzibą w Velletri[11]
- Plasser Ibérica, S.A. – założona w 1974 roku, z siedzibą w Toledo[12]
- Nippon Plasser Kabushiki Kaisha – założona w 1971 z biurami w Tokio i Nagoi; prowadzi działalność i sprzedaż na Dalekim Wschodzie[13]
- Plasser Far East – założona w 1979 z siedzibą w Hongkongu[14]
- Plasser Australia – założona w 1970 z siedzibą w St. Marys[15]
- Plasser India Pvt. Limited – założona w latach 60. XX wieku z siedzibą w Faridabad[16]
- Plasser South Africa Pty. Limited – założona w 1959 jako Plasser Railway Machinery South Africa (Pty) Ltd. Obecnie prowadzi działalność jako Plasser South Africa (Pty) Ltd od lutego 2009. Siedziba znajduje się w Roodepoort w Południowej Afryce[17]
- Plasser American – z siedzibą w Chesapeake (Wirginia), świadczy usługi na terenie USA i Kanady. Założona pod nazwą Plasser Railway Maintenance Corporation w 1961, a swoją obecną nazwę posiada od połowy lat 60. XX wieku[18]